# 충남 일화 천마 2006 시즌
충남 일화 천마의 2006년 시즌은 2006년에 개최된 축구 대회에 참가한 충남 일화 천마의 시즌이다.

## 시즌 개요
| 대회                          | 팀 | 경기 | 승 | 무 | 패 | 득 | 실 | 차 | 승점 | 순위 |
| ----------------------------- | -- | ---- | -- | -- | -- | -- | -- | -- | ---- | ---- |
| 춘계 한국여자축구연맹전       | 4  | 3    | 1  | 0  | 2  | 4  | 3  | +1 | 3    | 3    |
| 여왕기 전국여자종별축구대회   | 4  | 3    | 1  | 1  | 1  | 4  | 4  | 0  | 4    | 2    |
| 전국여자축구선수권대회        | 4  | 3    | 0  | 1  | 2  | 3  | 4  | -1 | 1    | 4    |
| 통일대기 전국여자종별축구대회 | 4  | 3    | 0  | 0  | 3  | 1  | 6  | -5 | 0    | 4    |
| 추계 한국여자축구연맹전       | 3  | 4    | 0  | 0  | 4  | 0  | 8  | -8 | 0    | 3    |
| 전국체육대회 축구             | 9  | 3    | 1  | 1  | 1  | 2  | 1  | +1 |      | 2    |

## 창단
충남 일화 천마는 당시 기존 3개 선수단으로부터 각각 6~7명씩 차출된 1차 영입 선수와 2005년 12월 8일에 개최된 공개테스트를 통해 선수를 추가로 선발하여 선수단을 구성했다. 2006년 3월 3일에 공식 창단식을 개최하고 충청남도와 연고협약을 맺고 선수단이 창단되었다.

## 같이 보기
- 충남 일화 천마